# Korung National Park
Korung National Park är en park i Australien. Den ligger i delstaten Western Australia, omkring 26 kilometer sydost om delstatshuvudstaden Perth. Korung National Park ligger 245 meter över havet.
Runt Korung National Park är det ganska tätbefolkat, med 100 invånare per kvadratkilometer.. Närmaste större samhälle är Armadale, omkring 13 kilometer sydväst om Korung National Park. 
I omgivningarna runt Korung National Park växer huvudsakligen savannskog. Genomsnittlig årsnederbörd är 951 millimeter. Den regnigaste månaden är september, med i genomsnitt 168 mm nederbörd, och den torraste är februari, med 12 mm nederbörd.